# Pas de Peyrol
El pas de Peyrol és un coll de muntanya que corona 1.589 msnm que es troba a la regió francesa d'Alvèrnia-Roine-Alps, als monts del Cantal, entre el puy Mary (1.787 m) i el puy de la Tourte. Destaca per ser el coll transitable al del Massís Central.
El coll es troba en l'encreuament de tres rutes:
- D17: pel sud-oest, cap a Aurillac: passant primer pel col de Redondet (1.531 m), situat a 1,5 km i baixant per la vall de la Jordana
- D680, pel nord-oest cap a Mauriac, cap a la vall del Mars
- D680, a l'est cap a Dienne i la vall del Santoire.

Al coll hi ha dos edificis: una botiga de records i un restaurant. Des d'allà es pot pujar a peu fins al cim del Puy Mary per una escala de formigó.
La neu obliga a tallar el coll a la circulació rodada durant l'hivern.

## Tour de França
El coll és lloc habitual de pas del Tour de França quan s'acosta a la zona del Massís Central. La primera vegada que es va pujar va ser en l'edició del 1959, quan Louis Bergaud fou el primer en coronar-lo. Des d'aleshores han estat deu les vegades que s'ha pujat, la més recent en la 5a etapa del Tour de França de 2016.
| Any  | Etapa | Categoria | Inici etapa  | Final etapa            | Primer al cim       |
| ---- | ----- | --------- | ------------ | ---------------------- | ------------------- |
| 2024 | 11    | 1         | Evaun        | Le Lioran              | Tadej Pogačar       |
| 2020 | 13    | 1         | Châtel-Guyon | Puy Mary Pas de Peyrol | Daniel Martínez     |
| 2016 | 5     | 2         | Llemotges    | Le Lioran              | Thomas De Gendt     |
| 2011 | 9     | 2         | Issoire      | Sant Flor              | Thomas Voeckler     |
| 2008 | 7     | 2         | Brioude      | Aurillac               | David de la Fuente  |
| 2004 | 10    | 1         | Llemotges    | Sant Flor              | Richard Virenque    |
| 1985 | 15    | 2         | Sant-Etiève  | Aurillac               | Eduardo Chozas      |
| 1983 | 14    | 2         | Aurillac     | Issoire                | Lucien Van Impe     |
| 1975 | 14    | 3         | Aurillac     | Puy-de-Dôme            | Lucien Van Impe     |
| 1968 | 17    | 3         | Aurillac     | Sant-Etiève            | Aurelio Gonzalez    |
| 1963 | 14    | 3         | Aurillac     | Sant-Etiève            | Federico Bahamontes |
| 1959 | 14    | 2         | Aurillac     | Clermont-Ferrand       | Louis Bergaud       |